# Scopula cumulata
Scopula cumulata là một loài bướm đêm trong họ Geometridae.